# Cabriès
Cabriès ist eine französische Gemeinde mit 10.143 Einwohnern (Stand 1. Januar 2022) im Département Bouches-du-Rhône in der Region Provence-Alpes-Côte d’Azur.

## Geografie
Cabriès liegt fünfzehn Kilometer südlich von Aix-en-Provence. Nachbarorte sind Gardanne in zehn, Bouc-Bel-Air in sechs und Les Pennes-Mirabeau in elf Kilometern Entfernung.
Cabriès besteht aus drei wesentlichen Ortsteilen, dazu existieren einige Aussiedlungen: Neben dem Kernort Cabriès ist Calas ein weiteres wichtiges Dorf der Gemeinde. Dazu gehört der Ortsteil Plan-de-Campagne zur Gemeinde.
Die Nachbargemeinden von Cabriès sind Aix-en-Provence im Norden, Bouc-Bel-Air im Osten, Septèmes-les-Vallons im Süden, Les Pennes-Mirabeau im Südwesten und Vitrolles im Westen.
Über die A51 ist die Gemeinde an Marseille und Aix-en-Provence angebunden.

## Geschichte
Der Name des Ortes leitet sich wahrscheinlich von cabre ab, was das provenzalische Wort für Ziege ist. Bis ins vergangene Jahrhundert wurden im Ort große Ziegenherden gehalten. Im 9. und 10. Jahrhundert hieß der Ort Castrum de Cabriera, dann ab 1098 Caprario, ab 1204 Cabrer und schließlich erhielt er seinen heutigen Namen.
Die Ligurer siedelten auf dem heutigen Gemeindegebiet, ebenso wie später die Kelten. Auch die Römer siedelten hier, wie Fundstücke belegen. In Calas befand sich eine wichtige Kreuzung der Via Aurelia. Als im 5. Jahrhundert die Völkerwanderung einsetzte, siedelten sich die Menschen in den Bergen an. Dort entstand im 9. Jahrhundert eine Burg. Das Dorf in der Ebene war im Mittelalter von hohen Mauern umgeben. Im Jahr 1098 wurde die Abtei Saint-Victor in Marseille Besitzer der Kirche des Ortes. Während der Zeit bis zur Französischen Revolution war der Ort Besitz verschiedener Herren.
Cabriès litt zwar unter den Religionskriegen, blieb aber von der Pestwelle 1720 verschont. 1944 befand sich nahe Cabriès ein Lager der US-Army. 1976 kaufte die Gemeinde die Burg, die seit 1934 einem Künstler gehört hatte.

## Sehenswürdigkeiten
- Burg aus dem 9. Jahrhundert
- Burgkapelle aus dem 18. Jahrhundert
- Kirche von Calas aus dem 19. Jahrhundert
- Burg von Trébillanne aus dem 12. Jahrhundert

## Bevölkerungsentwicklung
| Jahr      | 1962 | 1968 | 1975 | 1982 | 1990 | 1999 | 2008 | 2016 |
| Einwohner | 1614 | 2109 | 3328 | 6120 | 7720 | 7890 | 8182 | 9708 |